# Andrea Capitanio
Andrea Capitanio (Venezia, 27 maggio 1907 – Trieste, 3 ottobre 1966) è stato un allenatore di calcio e calciatore italiano, di ruolo centrocampista.
Era soprannominato Drea.

## Caratteristiche tecniche
Giocava come mediano.

## Carriera
Iniziò a giocare nel XXX Ottobre, nella categoria Boys. Nel 1924 passò poi alla Triestina, giocando in Seconda e Prima Divisione. Ha esordito in Serie A con la maglia della Triestina il 6 ottobre 1929 in Triestina-Torino (0-1).
Ha giocato in massima serie anche con le maglie di Milan e Palermo.